# 三角枯葉蛙
三角枯葉蛙（學名：Pelobatrachus nasuta）是一種熱帶雨林蛙類，地角蟾属的一種。

## 命名
因為外型酷似各種顏色的枯葉，且上眼瞼和吻部突出為長三角形，形成“角”的樣子，這是牠們名字的由來。
生長在海拔高，冰冷的溪水中。

## 外觀
這個物種的體長大約10-12公分。 雌雄蛙的外型完全相同,只能依靠體型來分辨,雄蛙大約只有雌蛙的一半大小，牠們淺棕色到深棕色的背能夠在森林的底層中偽裝得很好。 喉嚨的暗棕色和奶黃色延伸到沿腹面的一半並有兩個外側的皮膚皺褶。 鼓室模糊和虹膜呈金黃色

## 生態、行為及飲食
野生的三角枯葉蛙通常都棲息在熱帶雨林底層潮濕的的枯葉堆中，晝伏夜出，是標準的夜行性地棲蛙類，牠們也秉持蛙類的大胃口，只要能入口的小動物都來者不拒，牠們通常都以守株待兔的方式等待食物自動上門，以蜘蛛，小老鼠，蜥蜴和其他青蛙為食，習性比較接近蟾蜍。牠們的叫聲是響亮的共鳴聲，類似金屬喇叭聲或“HENK”的聲音。

## 繁殖及幼體
三角枯葉蛙通常在溪流繁殖，雌蛙會將卵產於鄰近水岸的枯木或岩塊下比較隱密的處所，當卵孵化時蝌蚪便可以順勢流入溪水中生活。
雌蛙每次產卵約600顆，約一週可以孵化，三角枯葉蛙的蝌蚪嘴巴外型與一般蝌蚪不同，呈漏斗形，平時直立的懸掛在水面上或岩石邊吸食浮游生物，孵化後的蝌蚪在水中生活約45天就可以變態為成體上岸。

## 飼養
蝌蚪的食物可以使用專門為仔魚所開發出來的豐年蝦卵飼料，或是其他比較細小顆粒的上浮性飼料以便食用。
人工環境可以餵食蟋蟀、麥皮蟲、乳鼠、小牛蛙、小魚等主食。
環境佈置則與一般蛙類相同，只是最好在底材上加上一些枯葉比較可以縮短適應期。

## 利用
三角枯葉蛙因為外形特殊，因此通常作為人類的寵物，也是角蟾物種中最常被作為寵物的種類。